# Rosa-Jochmann-Plakette
Die Rosa-Jochmann-Plakette wird vom Bund Sozialistischer Freiheitskämpfer verliehen. Sie erinnert an die langjährige Vorsitzende der Freiheitskämpfer, die österreichische Widerstandskämpferin Rosa Jochmann (1901–1994). Sie wird gemäß dem Verein für Geschichte der ArbeiterInnenbewegung an „verdiente AntifaschistInnen innerhalb und außerhalb der Sozialdemokratie verliehen“. Die Auszeichnung wurde 2014 gestiftet und 2015 erstmals verliehen.

## Preisträger
2015:
- Käthe Sasso[2]
- Winfried R. Garscha
- Gerhard Kastelic
- Hannah Lessing[3]
- Kurt Scholz[4][5]

2017:
- Erich Hackl[6]
- Helene Maimann
- Doron Rabinovici[7]
- Reinhard Resch[8]

2018:
- Waltraud Barton[9]
- Claudia Kuretsidis-Haider[10]

2019:
- Christian Ehetreiber[11]
- Friedrich Forsthuber[12][13][14]

2020:
- Erika Thurner[15]
- Heimo Halbrainer
- Wolfgang Schwarz

2021:
- Andreas Pittler

2022:
- Harald Walser[16]
- Hanno Loewy[16]

## Nachweise
1. ↑  Nie wieder Faschismus, RosaJochmann.at, Verein für Geschichte der ArbeiterInnenbewegung, Wien (Memento des Originals vom 10. Juni 2021 im Internet Archive)  Info: Der Archivlink wurde automatisch eingesetzt und noch nicht geprüft. Bitte prüfe Original- und Archivlink gemäß Anleitung und entferne dann diesen Hinweis. (abgerufen am 19. Mai 2018)
2. ↑  SPÖ-Frauen: Rosa Jochmann-Plakette an Widerstandskämpferin Käthe Sasso verliehen, abgerufen am 19. Mai 2018.
3. ↑  „Nicht zusehen, wenn Unrecht geschieht“, Bildungsministerin Gabriele Heinisch-Hosek überreicht Hannah Lessing die Rosa-Jochmann-Plakette. Nationalfonds der Republik Österreich für Opfer des Nationalsozialismus, 17. November 2015.
4. ↑  Dokumentationsarchiv des österreichischen Widerstandes: Rosa-Jochmann-Plakette / Otto-Bauer-Plakette, abgerufen am 19. Mai 2018.
5. ↑  Bericht über die Verleihung an Garscha, Kastelic, Lessing und Scholz abgerufen am 19. Mai 2018.
6. ↑  Bericht über die Verleihung an Erich Hackl, abgerufen am 19. Mai 2018.
7. ↑  Israelitische Kultusgemeinde Wien: Sozialdemokratische Freiheitskämpfer/innen verliehen Helene Maimann und Doron Rabinovici die Rosa Jochmann-Plakette, abgerufen am 19. Mai 2018.
8. ↑  Bericht über die Verleihung an Reinhard Resch. Archiviert vom Original am 29. März 2019; abgerufen am 19. Mai 2018.
9. ↑  Waltraud Barton: Maly Trostinec – Den Toten ihren Namen geben, Der Sozialdemokratische Kämpfer, Heft 10–12/2018, Seite 7, abgerufen am 19. Mai 2018 (PDF 2,5 MB).
10. ↑  Sozialdemokratische FreiheitskämpferInnen: Rosa-Jochmann-Plakette für Dr.in Claudia Kuretsidis-Haider. APA-Ots, 17. Dezember 2018.
11. ↑  Christian Ehetreiber erhielt Rosa-Jochmann-Plakette verliehen. In: meinbezirk.at. 18. Juli 2019, abgerufen am 19. Juni 2020.
12. ↑  Gelebtes „Niemals vergessen“: Ehrung für Friedrich Forsthuber. In: ots.at, 24. Mai 2019, abgerufen am 10. Juni 2021.
13. ↑  Ludwig Steiner-Medaille für Friedrich Forsthuber. In: freiheitskaempfer.at, Der sozialdemokratische Kämpfer, Nr. 04–05–06/2019, S. 4, abgerufen am 10. Juni 2021. (pdf)
14. ↑  Gelebtes „Niemals vergessen“. In: oevp-kameradschaft.at, Der Freiheitskämpfer, 68. Jg., Nr. 54, Juli 2019, S. 4, abgerufen am 10. Juni 2021. (pdf)
15. ↑  Rosa-Jochmann-Plakette für Erika Thurner. In: minorities.at. 12. Februar 2020, abgerufen am 19. Juni 2020.
16. 1 2  Ehrung für Einsatz. In: Vorarlberger Nachrichten. 20. September 2022, abgerufen am 12. Oktober 2022.